# 上州山一
上州山 一（じょうしゅうざん はじめ、1892年（明治25年） - 没年不詳）は、群馬県前橋市若宮町出身の大相撲力士。本名は松本一。大阪相撲で活躍し最高位は大関。

## 東京相撲時代
初め東京相撲の出羽海部屋に入門し碇野 一と名乗って1911年（明治44年）6月序ノ口についた。1914年（大正3年）1月場所前に廃業。

## 大阪相撲時代
大阪相撲の藤嶋部屋に転じ上州山 常五郎で幕下に付け出された。1917年（大正6年）1月入幕、5月下の名を一に改める。徐々に力をつけ1920年（大正9年）5月小結、1922年（大正11年）1月関脇。この場所8勝2敗
で5月には新大関となり9勝1敗で優勝を果たした。168cm90kgの小兵ながら組んで良し離れて良しの相撲巧者で知られた。1923年（大正12年）5月の龍神事件で力士会役員としての責任を取り廃業。
幕内13場所（大関2場所）76勝46敗4分3預1休　優勝1回